# Кокузово
Коку́зово (рос. Кокузово) — присілок у складі Туринського міського округу Свердловської області.
Населення — 128 осіб (2010, 180 у 2002).
Національний склад населення станом на 2002 рік: росіяни — 99 %.